# オロエナイ
オロエナイは、北海道の新冠郡新冠町と日高郡新ひだか町の2町にまたがる標高976.9mの山である。山頂には三等三角点「冷察比」が設置されている。

## 概要
日高山脈を構成する中日高の山で、主稜線の標高1,831m峰から西に伸びる支稜線からナメワッカ岳・イドンナップ岳・新冠富士・レサッピを経て連なる。
山名はアイヌ語の「オロ・ウエン・ナイ（中が・悪い・沢）」が語源であるとされるが、「オロウエンナイ」を指す沢は不明。三角点名の「冷察比」はオロエナイから北東側にあるレサッピを漢字表記にしたものである。「山」「岳」「ヌプリ」といった山を指す接尾語がない珍しい山で、付近に同じような山としてレサッピ・ソロアンナイがある。

## 登山
登山道はなく、一般的にこのような山は藪が埋もれる残雪期に登られることが多いが、新冠林道が一般狩猟のため無雪期しか解放されないことから無雪期に登られる。どちらも上部は藪漕ぎを強いられる。
新冠町側がメインルートで、新冠林道から盆の沢林道へ入った後途中でゲートが設置されているためそこからは徒歩となり、林道を進んだ先の分岐でウタイノ沢線へ入ったあと、唄いの沢を登って山頂へ至る。
新ひだか町側から登る人もおり、この場合はレサッピ・ソロアンナイも合わせて登る場合が多い。道道111号から西の沢林道を進むが、ゲートがあるため途中からは徒歩となる。オロエナイ東面沢から沢を遡上して登る。